# Laodelphax striatellus
Laodelphax striatellus är en insektsart som först beskrevs av Carl Fredrik Fallén 1826.  Laodelphax striatellus ingår i släktet Laodelphax, och familjen sporrstritar. Arten är reproducerande i Sverige.